# Daïra d'El Bordj
La daïra d'El Bordj est une circonscription administrative algérienne située dans la wilaya de Mascara. Son chef-lieu est situé sur la commune éponyme d'El Bordj.

## Communes
La daïra regroupe les trois communes d'El Bordj, Khalouia et El Menaouer.